# Кутлешево
Кутлешево или Кутлешово (на македонска литературна норма: Кутлешево) е село в община Долнени на Северна Македония.

## География
Разположено е в централната част на Прилепското поле, западно от центъра на общината Долнени и северозападно от град Прилеп.

## История
В XIX век Заполжани е село в Прилепска каза на Османската империя. В „Етнография на вилаетите Адрианопол, Монастир и Салоника“, издадена в Константинопол в 1878 година и отразяваща статистиката на населението от 1873 година Куплеше (Kouplèche) е посочено като село с 8 домакинства и 31 жители българи.
Според статистиката на Васил Кънчов („Македония. Етнография и статистика“) от 1900 година Кутлешово е населявано от 40 жители българи християни.
На Етнографската карта на Битолския вилает на Картографския институт в София от 1901 година Кутлешово е чисто българско село в Прилепската каза на Битолския санджак с 6 къщи.
В началото на XX век българите в селото са под върховенството на Българската екзархия. По данни на секретаря на екзархията Димитър Мишев („La Macédoine et sa Population Chrétienne“) в 1905 година в Кутнешово (Koutnechovo) има 48 българи екзархисти.
След Междусъюзническата война в 1913 година селото остава в Сърбия.